# Panthéon des Galiciens illustres

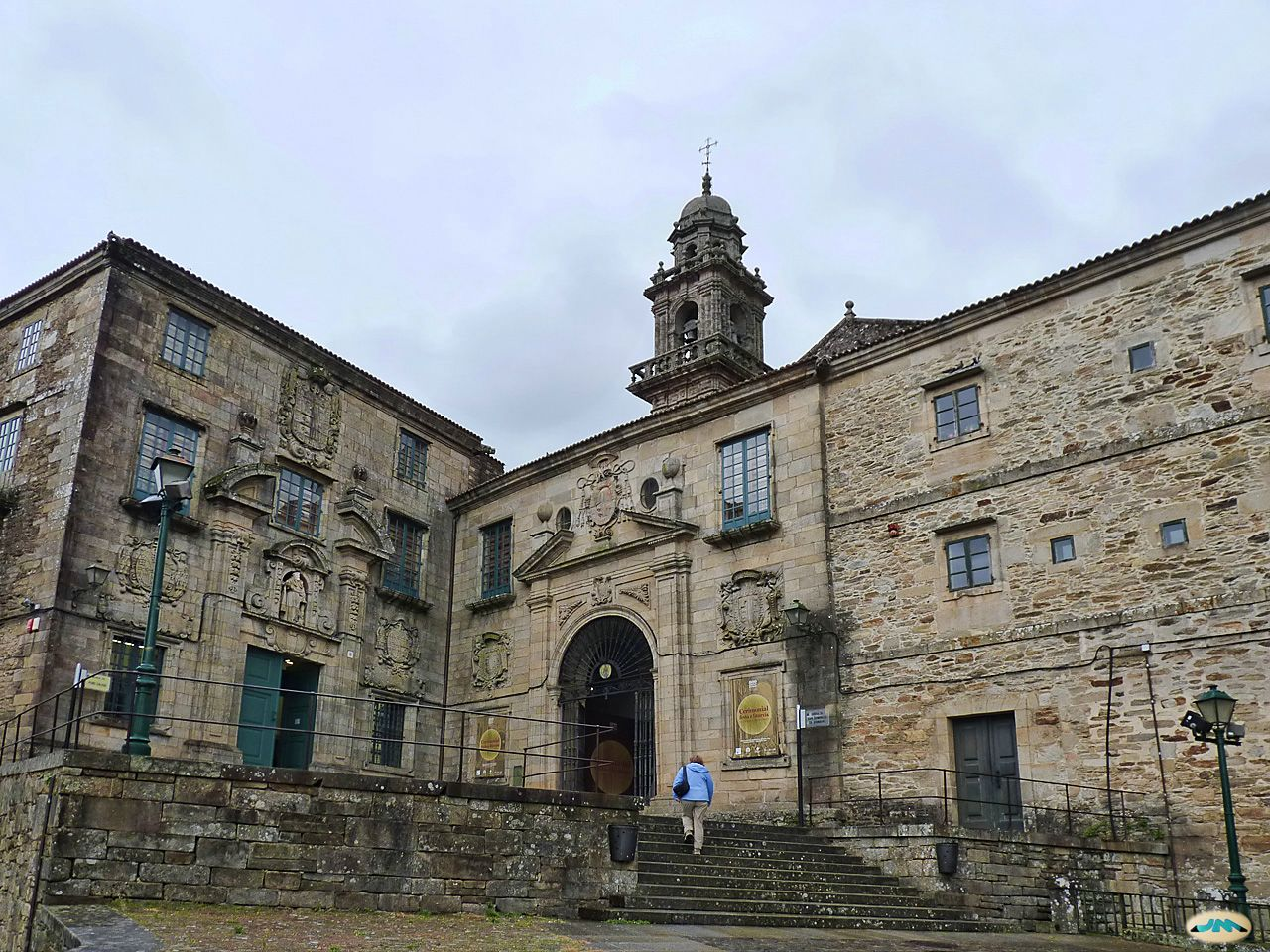
Le Convento de San Domingos de Bonaval, panthéon de Galice. Les bâtiments annexes sont ceux du musée du peuple galicien.

Le Panthéon des Galiciens illustres (Panteón de Galegos Ilustres) se trouve dans l'église du Convento de San Domingos de Bonaval à Saint-Jacques-de-Compostelle. L'ensemble de l'église est considéré comme étant le Panthéon, mais seules les chapelles de la Visitation (ou celle de San Domingos de Suriano) et du Saint Christ sont en réalité utilisées. Y reposent des personnes marquantes du peuple galicien, comme la poétesse Rosalía de Castro, le politicien régionaliste Alfredo Brañas, le sculpteur Francisco Asorey, le poète Ramón Cabanillas, le géographe Domingo Fontán et l'artiste et nationaliste Alfonso Daniel Rodríguez Castelao.
L'idée a été proposée initialement par les galiciens émigrés à Cuba.

## Histoire et caractéristiques
La nécropole conserve les restes de plusieurs personnalités galiciennes d'importance. La première à y être transférée est Rosalía de Castro, le 25 mai 1891, six ans après sa mort, depuis le cimetière de Adina, église Santa María de Iria Flavia. Son mausolée est une œuvre de Jesús Landeira Iglesias.
Le transfert suivant est celui des restes de Alfredo Brañas, en 1906, placé au devant de la tombe de Rosalia, avec l'intention de confirmer le projet du mausolée des célébrités de Galice. En 1961 est enterré le sculpteur Francisco Asorey, directement dans le Panthéon, et le 12 août 1967, Ramón Cabanillas, est transféré du cimetière de Cambados.
Le 28 juin 1984 le Panthéon reçoit les restes de l'homme politique, écrivain et dessinateur Alfonso Daniel Rodríguez Castelao, transférés depuis Buenos Aires, où il est mort en exil en 1950. Son mausolée est situé dans une des chapelles principales, celle du Saint-Christ, qui est la plus ancienne de l'église.
Enfin, en 1988, est enterré l'intellectuel et cartographe Domingo Fontán, transféré depuis le Cimetière Général de Santiago. Il est enterré dans le sol de la chapelle, tout comme Cabanillas.

## Galerie d'images

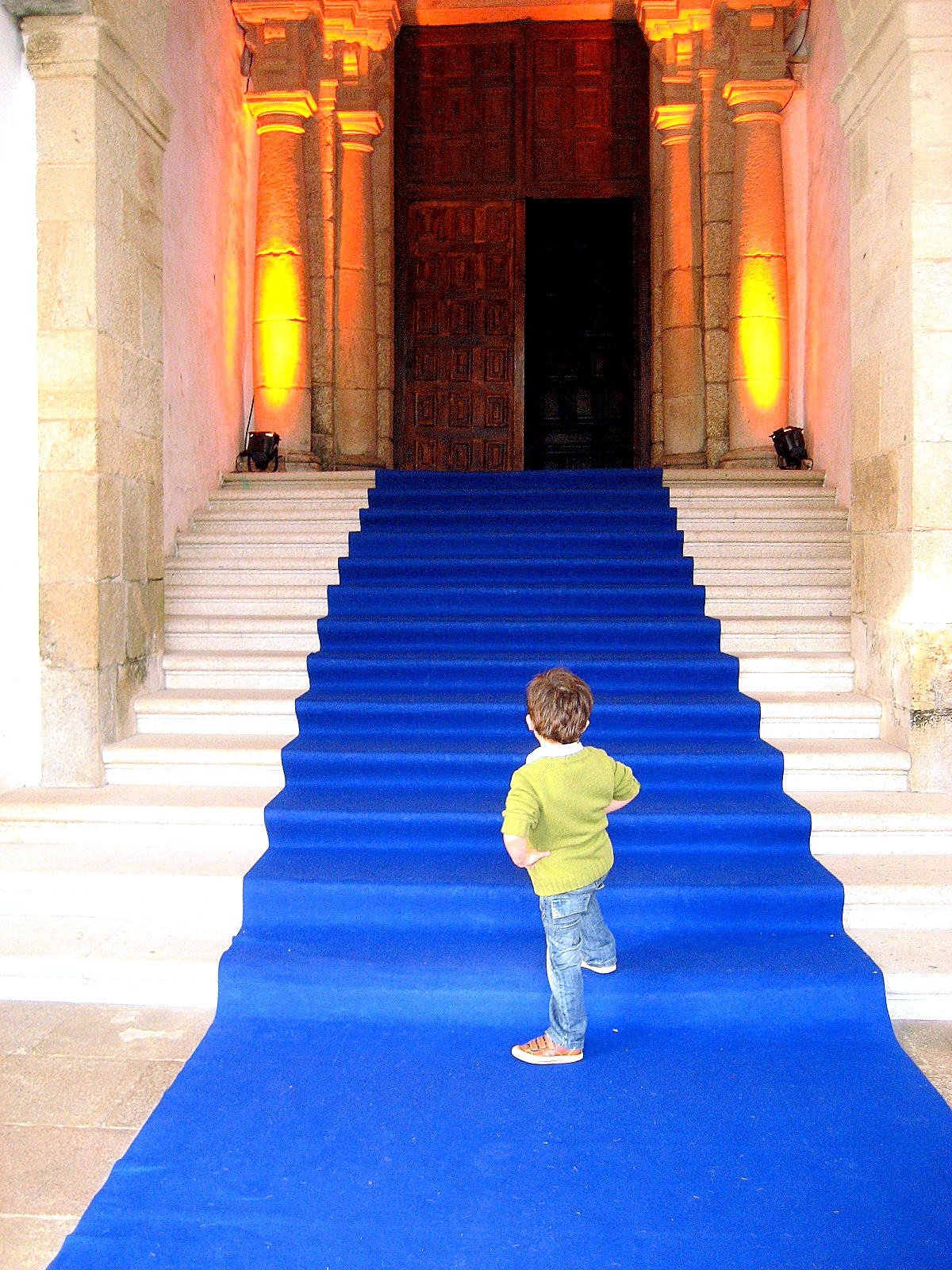
L'entrée de l'église de San Domingos de Bonaval.
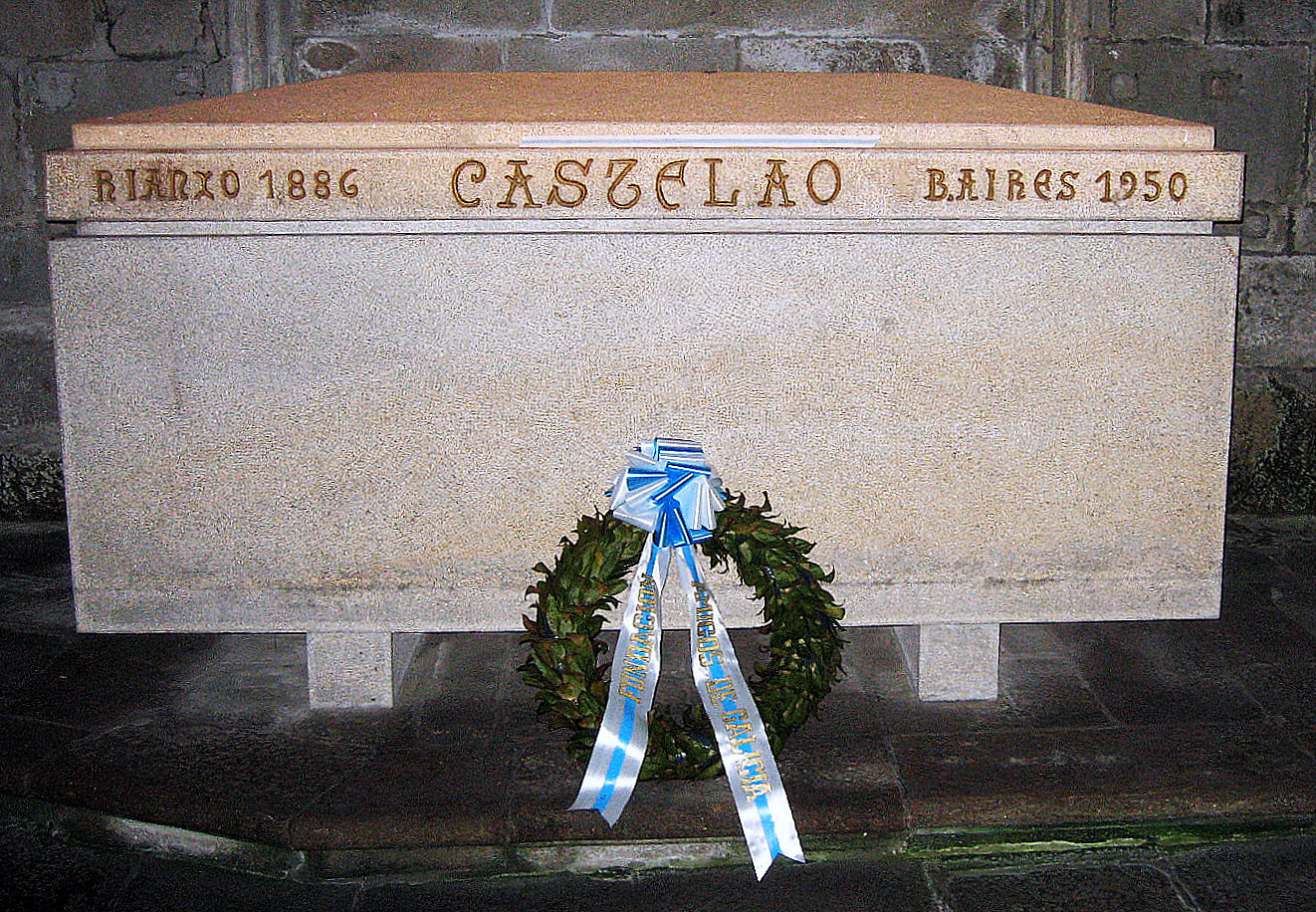
Sarcophage de Castelao.
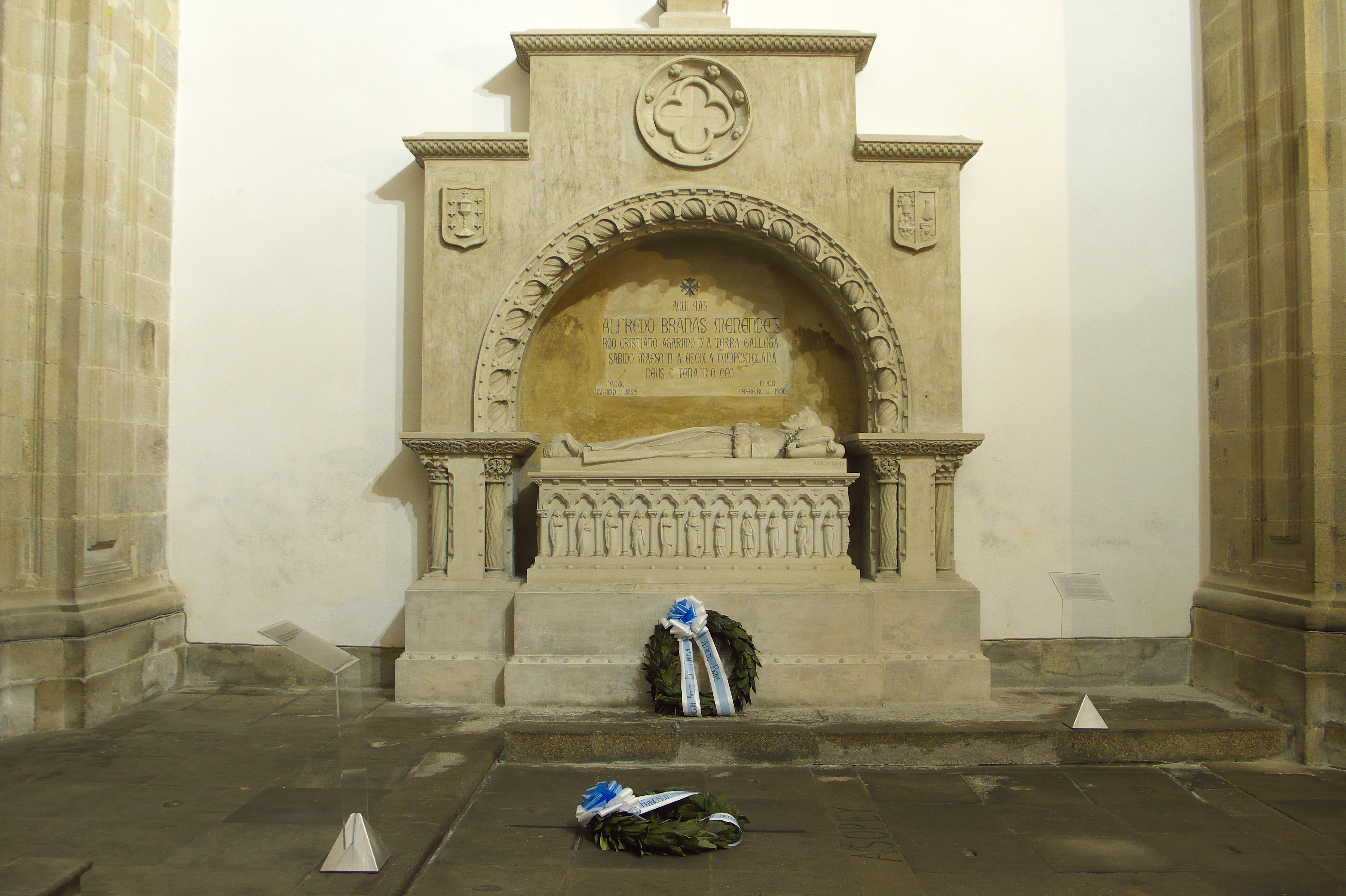
Le tombeau de Alfredo Brañas.
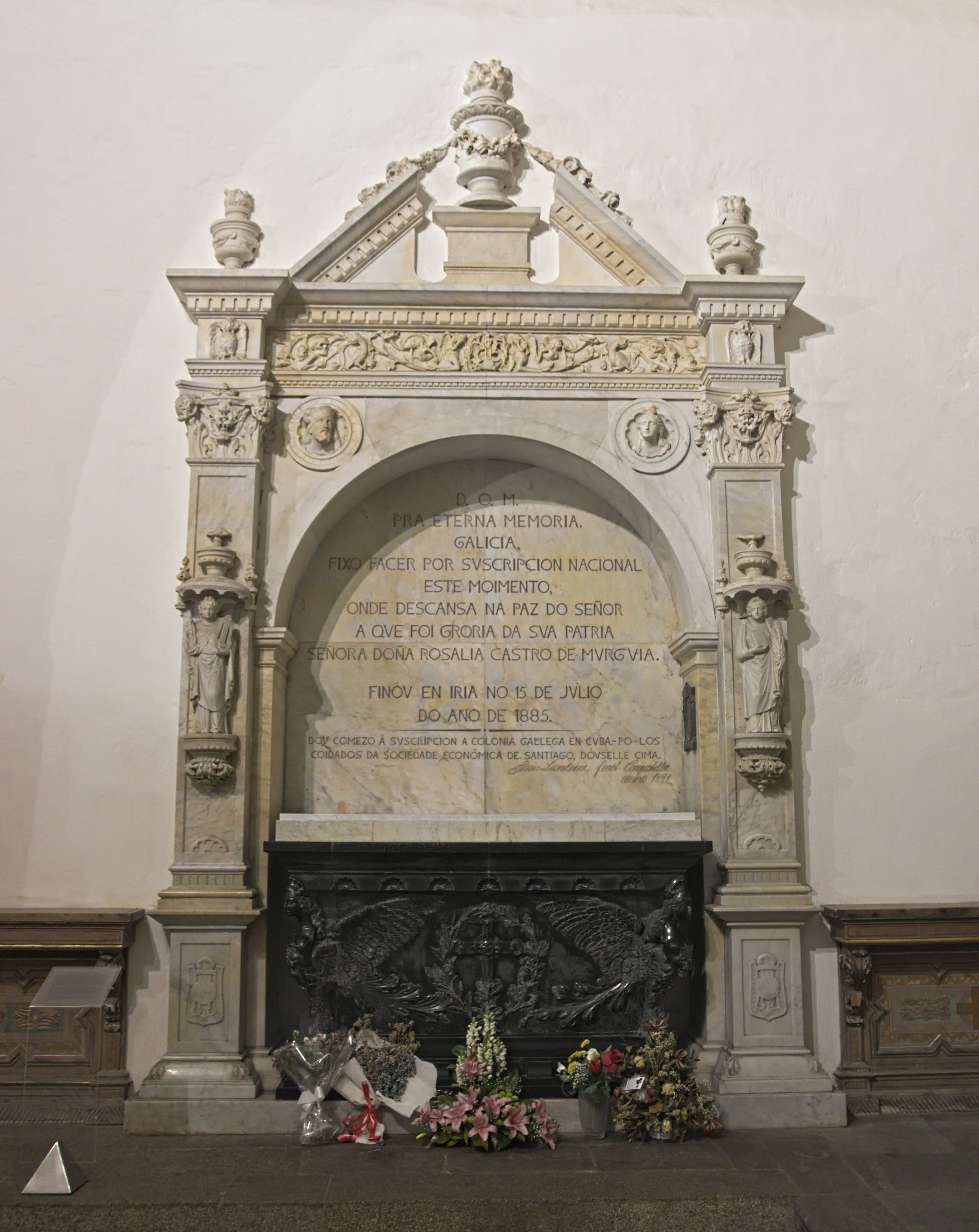
Le tombeau de Rosalia de Castro.